# Always Leave Them Laughing When You Say Goodbye

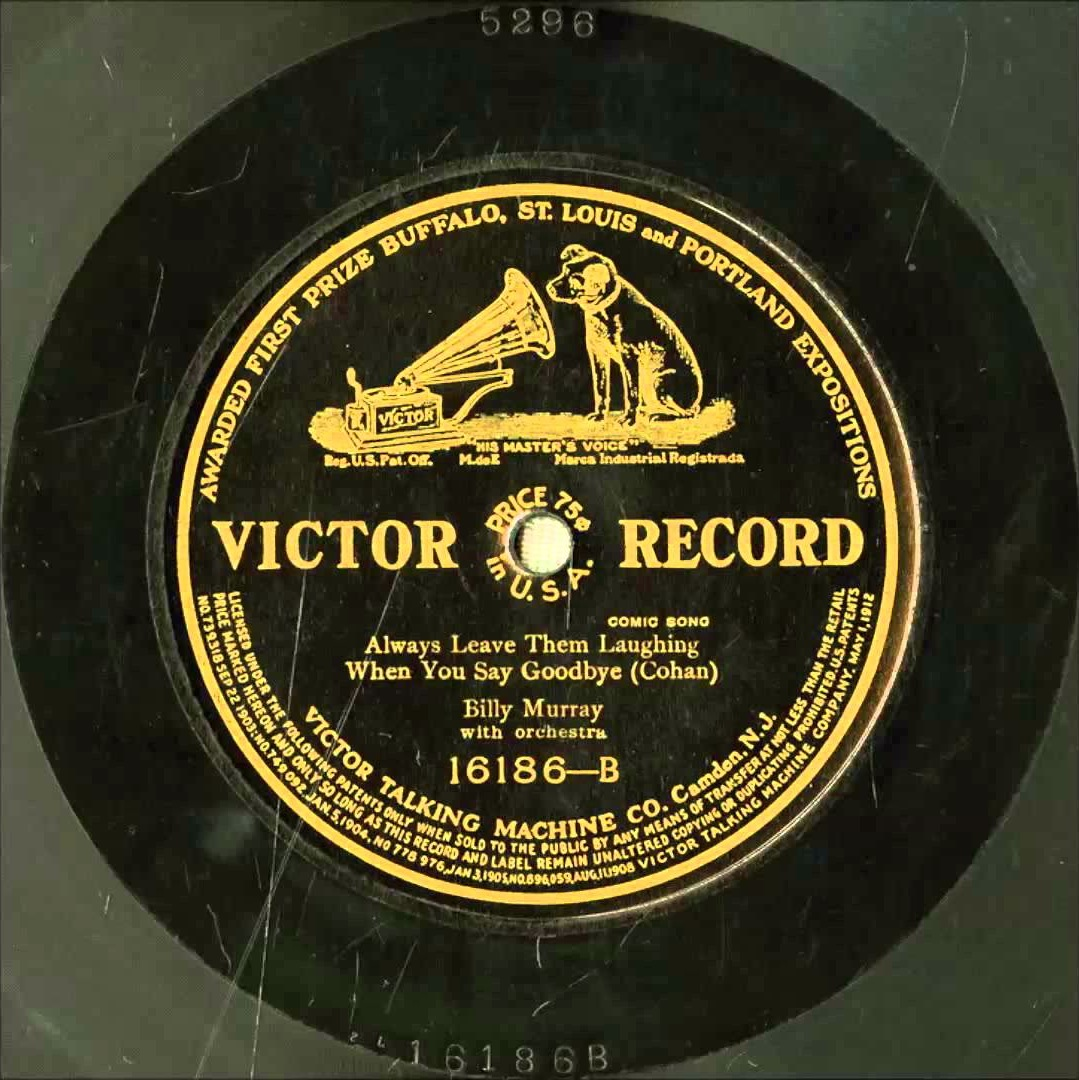
Gravadora de Murray

"Always Leave Them Laughing When You Say Goodbye" (Português: Sempre Deixe-os Rirem Quando Você Dizer Adeus) foi uma canção popular de George M. Cohan lançada em 1903. Hoje, a gravação mais conhecida  é de Billy Murray, que foi gravada em 1907 com a Victor Records, e cuja versão entrou em domínio público. Embora muito popular no início do século XX, a música está quase completamente esquecida hoje.
Always leave them laughing when you say goodbye.
Never linger long about or else you'll wear your welcome out.
When you meet a fellow with a tear-dimmed eye,